# Films américains sortis en 1942
Listes de films américains
- 1938
- 1939
- 1940
- 1941
- 1942
- 1943
- 1944
- 1945
- 1946

Liste (non exhaustive) de films américains sortis en 1942.
Bob Hope présente la 15e cérémonie des Oscars à l'Ambassador Hotel à Los Angeles. Le film lauréat de la catégorie Outstanding Motion Picture (plus tard : meilleur film) est Mrs Miniver de la MGM .
Les autres neuf films en lice sont 49th Parallel, Kings Row; The Magnificent Ambersons; The Pied Piper; The Pride of the Yankees; Random Harvest; The Talk of the Town; Wake Island et La Glorieuse Parade (Yankee Doodle Dandy).
Casablanca est distribué en 1942, mais remporte trois Oscars en 1944.
(par ordre alphabétique des titres en anglais)

## A-C
| Titre                                       | Réalisateur                   | Distribution                                                                         | Genre                           | Notes                                                                         |
| ------------------------------------------- | ----------------------------- | ------------------------------------------------------------------------------------ | ------------------------------- | ----------------------------------------------------------------------------- |
| A-Haunting We Will Go                       | Alfred L. Werker              | Stan Laurel, Oliver Hardy, Harry August Jansen                                       | Comédie                         | Laurel et Hardy                                                               |
| Across the Pacific                          | John Huston                   | Humphrey Bogart, Mary Astor, Sydney Greenstreet, Charles Halton                      | Thriller                        | Warner Bros.. Filmé à l'entrée des États-Unis dans la Seconde Guerre mondiale |
| Alias Boston Blackie                        | Lew Landers                   | Chester Morris, Adele Mara, George E. Stone                                          | Drame policier                  |                                                                               |
| American Empire                             | William C. McGann             | Richard Dix, Leo Carrillo, Preston Foster                                            | Western                         |                                                                               |
| Andy Hardy's Double Life                    | George B. Seitz               | Lewis Stone, Mickey Rooney, Fay Holden                                               | Comédie                         |                                                                               |
| Any Bonds Today?                            | Bob Clampett                  |                                                                                      | Film de propagande animé        | Warner Bros.                                                                  |
| Arabian Nights                              | John Rawlins                  | Maria Montez, Jon Hall, Sabu, Leif Erickson, Billy Gilbert, Turhan Bey, Shemp Howard | Film d'aventure                 | Universal Pictures                                                            |
| The Arm Behind the Army                     |                               |                                                                                      | Propagande, court métrage       |                                                                               |
| Bambi                                       | David Hand                    |                                                                                      | Dessin animé de long métrage    | RKO Pictures Walt Disney                                                      |
| The Battle of Midway                        | John Ford                     |                                                                                      | Film de propagande              | Academy Award                                                                 |
| The Big Shot                                | Lewis Seiler                  | Humphrey Bogart, Irene Manning                                                       | Film policier                   | Warner Bros.                                                                  |
| The Big Street                              | Irving Reis                   | Henry Fonda, Lucille Ball, Barton MacLane                                            | Drame                           | RKO                                                                           |
| Black Dragons                               | William Nigh                  | Bela Lugosi                                                                          | Science-fiction                 | Monogram Pictures                                                             |
| The Black Swan                              | Henry King                    | Tyrone Power, Maureen O'Hara                                                         | Aventure                        | 20th Century Fox                                                              |
| The Boogie Man Will Get You                 | Lew Landers                   | Boris Karloff, Peter Lorre                                                           | Comédie, horreur                | Columbia Pictures                                                             |
| Le Monstre de minuit (Bowery at Midnight)   | Wallace Fox                   | Bela Lugosi, John Archer                                                             | Film d'horreur                  | Monogram Pictures                                                             |
| The Bowling Alley Cat                       | William Hanna, Joseph Barbera |                                                                                      | Court métrage animé             | Warner Bros.                                                                  |
| Broadway                                    | William A. Seiter             | George Raft, Pat O'Brien, Janet Blair                                                | Comédie musicale policière      | Universal Pictures                                                            |
| The Bugle Sounds                            | S. Sylvan Simon               | Wallace Beery, Marjorie Main, Donna Reed                                             | Film de guerre                  |                                                                               |
| Bugs Bunny Gets the Boid                    | Robert Clampett               |                                                                                      | Dessin animé, court métrage     | Warner Bros.                                                                  |
| Bullet Scars                                | D. Ross Lederman              | Regis Toomey, Howard Da Silva, Adele Longmire                                        | Drame policier                  |                                                                               |
| Campus on the March                         |                               |                                                                                      | Film de propagande              |                                                                               |
| Captains of the Clouds                      | Michael Curtiz                | James Cagney, Dennis Morgan                                                          | Film de guerre                  | Warner Bros.                                                                  |
| Casablanca                                  | Michael Curtiz                | Humphrey Bogart, Ingrid Bergman                                                      | Drame d'amour                   | Oscar du meilleur film en 1944                                                |
| Cat People                                  | Jacques Tourneur              | Simone Simon, Kent Smith, Jane Randolph                                              | Film d'horreur                  | RKO Pictures                                                                  |
| Commandos Strike at Dawn                    | John Farrow                   | Paul Muni, Anna Lee, Lillian Gish                                                    | Film de guerre                  | Columbia                                                                      |
| Le Voleur de cadavres (The Corpse Vanishes) | Wallace Fox                   | Béla Lugosi, Luana Walters                                                           | Science-fiction, film d'horreur | Monogram Pictures                                                             |
| The Courtship of Andy Hardy                 | George B. Seitz               | Lewis Stone, Mickey Rooney, Cecilia Parker                                           | Comédie                         |                                                                               |

## D-H
| Titre                                         | Réalisateur                   | Distribution                                 | Genre                            | Notes                     |
| --------------------------------------------- | ----------------------------- | -------------------------------------------- | -------------------------------- | ------------------------- |
| Desperate Journey                             | Raoul Walsh                   | Errol Flynn, Ronald Reagan                   | War                              | Warner Bros.              |
| Dog Trouble                                   | William Hanna, Joseph Barbera |                                              | Dessin animé, court métrage      | MGM                       |
| Don Winslow of the Navy                       |                               |                                              | Film d'action, aventure Serial   | Universal Pictures        |
| Donald Gets Drafted                           |                               | Donald Duck                                  | Dessin animé, court métrage      | RKO Pictures, Walt Disney |
| The Dover Boys                                | Charles M. Jones              |                                              | Dessin animé, court métrage      | Warner Bros.              |
| The Draft Horse                               |                               |                                              | Dessin animé, court métrage      | Warner Bros.              |
| Eagle Squadron                                | Arthur Lubin                  | Robert Stack, Diana Barrymore                | Film de guerre                   | Universal Pictures        |
| Fine Feathered Friend                         | William Hanna, Joseph Barbera | Tom and Jerry                                | Dessin animé, court métrage      | MGM                       |
| The Fleet's In                                | Victor Schertzinger           | Dorothy Lamour, William Holden               | Film musical                     | Paramount Pictures        |
| Flight Lieutenant                             | Sidney Salkow                 | Pat O'Brien, Glenn Ford                      | Drame                            | Columbia Pictures         |
| Fly-by-Night                                  | Robert Siodmak                | Richard Carlson, Nancy Kelly                 | thriller                         |                           |
| Flying Tigers                                 | David Miller                  | John Wayne                                   | Film de guerre                   | Republic Pictures         |
| For Me and My Gal                             | Busby Berkeley                | Judy Garland, Gene Kelly                     | Film musical                     | MGM                       |
| Fraidy Cat                                    | William Hanna, Joseph Barbera | Tom et Jerry                                 | Court métrage animé              | MGM                       |
| Fresh Hare                                    | Friz Freleng                  |                                              | Court métrage, dessin animé      | Warner Bros.              |
| Friendly Enemies                              | Allan Dwan                    | Charles Winninger, Charles Ruggles           | Drame                            | United Artists            |
| Gang Busters                                  | Noel M. Smith, Ray Taylor     |                                              | Film d'action, Serial d'aventure | Universal Pictures        |
| The Gay Sisters                               | Irving Rapper                 | Barbara Stanwyck, George Brent               | Drame                            |                           |
| Gentleman Jim                                 | Raoul Walsh                   | Errol Flynn                                  | Bio-pic                          |                           |
| George Washington Slept Here                  | William Keighley              | Jack Benny, Ann Sheridan, Charles Coburn     | Comédie                          | Warner Bros.              |
| The Ghost of Frankenstein                     | Erle C. Kenton                | Lon Chaney, Jr., Cedric Hardwicke            | Film d'horreur                   | Universal Pictures        |
| The Glass Key                                 | Stuart Heisler                | Alan Ladd, Veronica Lake                     | Film noir                        | Paramount Pictures        |
| The Great Man's Lady                          | William A. Wellman            | Barbara Stanwyck, Joel McCrea, Brian Donlevy | Western                          | Paramount                 |
| The Great Impersonation                       | John Rawlins                  | Ralph Bellamy, Evelyn Ankers                 | Drame                            | Universal                 |
| Hemp for Victory                              | Raymond Evans                 |                                              | Film de propagande               |                           |
| Henry Browne, Farmer                          | Canada Lee                    |                                              | Court métrage de propagande      |                           |
| Hold the Lion, Please                         | Chuck Jones                   |                                              | Court métrage, dessin animé      | Warner Bros.              |
| Holiday Inn                                   | Mark Sandrich                 | Bing Crosby, Fred Astaire                    | Film musical de Noël             | Paramount Pictures        |
| Dingo joue au baseball (How to Play Baseball) | Jack Kinney                   |                                              | Dessin animé, court métrage      | RKO Pictures              |
| How to Swim                                   | Jack Kinney                   |                                              | Dessin animé, court métrage      | RKO Pictures, Walt Disney |

## I-N
| Titre                                                 | Réalisateur                 | Distribution                                                          | Genre                                             | Notes                                     |
| ----------------------------------------------------- | --------------------------- | --------------------------------------------------------------------- | ------------------------------------------------- | ----------------------------------------- |
| I Married a Witch                                     | René Clair                  | Veronica Lake, Fredric March                                          | Comédie romantique                                | United Artists                            |
| I Married an Angel                                    | W. S. Van Dyke              | Jeanette MacDonald, Nelson Eddy                                       | Film musical                                      | MGM                                       |
| In Old California                                     | William C. McGann           | John Wayne, Binnie Barnes                                             | Western                                           | Republic                                  |
| In This Our Life                                      | John Huston                 | Bette Davis, Olivia de Havilland                                      | Drame                                             | Warner Bros.                              |
| L'Agent invisible contre la Gestapo (Invisible Agent) | Edwin L. Marin              | Ilona Massey, Jon Hall                                                | Film de guerre                                    | Universal Pictures                        |
| It's All True                                         | Orson Welles, Norman Foster |                                                                       |                                                   | Tourné en Amérique du Sud                 |
| It's Everybody's War                                  |                             |                                                                       | Court métrage guerre propagande                   |                                           |
| Jackass Mail                                          | Norman Z. McLeod            | Wallace Beery                                                         | Western                                           |                                           |
| Jam Session                                           |                             | Duke Ellington et son orchestre jouent C Jam Blues.                   | Court métrage                                     |                                           |
| Japanese Relocation                                   |                             |                                                                       | Court métrage guerre propagande                   | Produit par l'Office of War Information   |
| Johnny Eager                                          | Mervyn LeRoy                | Robert Taylor, Lana Turner                                            | Film noir                                         | MGM                                       |
| Jungle Book                                           | Zoltan Korda                | Sabu                                                                  | Film d'aventure                                   | Alexander Korda Films pour United Artists |
| Junior G-Men                                          |                             |                                                                       | Film d'action serial                              | Universal Pictures                        |
| Junior G-Men of the Air                               |                             | Dead End Kids and the Little Tough Guys                               | Film d'action serial                              | Universal Pictures                        |
| Kid Glove Killer                                      | Fred Zinnemann              | Van Heflin, Marsha Hunt                                               | Film policier                                     | MGM                                       |
| King of the Mounties (en)                             | William Witney              | Allan Lane, Gilbert Emery                                             | Film d'action, aventure                           | Republic Pictures                         |
| Kings Row                                             | Sam Wood                    | Ann Sheridan, Ronald Reagan, Robert Cummings                          | Série B, drame                                    | Warner Bros.                              |
| Larceny, Inc.                                         | Lloyd Bacon                 | Edward G. Robinson, Jane Wyman, Broderick Crawford                    | Comédie policière                                 | Warner Bros.                              |
| The Loves of Edgar Allan Poe                          | Harry Lachman               | Linda Darnell, Shepperd Strudwick                                     | Drame                                             |                                           |
| The Mad Monster                                       | Sam Newfield                | George Zucco, Anne Nagel                                              | Film d'horreur                                    |                                           |
| The Magnificent Ambersons                             | Orson Welles                | Joseph Cotten, Anne Baxter                                            | Drame d'amour                                     | RKO Pictures                              |
| The Major and the Minor                               | Billy Wilder                | Ginger Rogers, Ray Milland                                            | Comédie                                           | Paramount Pictures                        |
| The Male Animal                                       | Elliott Nugent              | Henry Fonda, Olivia de Havilland                                      | Comédie d'amour                                   |                                           |
| The Man Who Came to Dinner                            | William Keighley            | Monty Woolley, Bette Davis, Ann Sheridan, Billie Burke, Jimmy Durante | Comédie                                           |                                           |
| Manpower                                              |                             |                                                                       | Court métrage, film de guerre, film de propagande | Produit par l'Office of War Information   |
| Miss Annie Rooney                                     | Edwin L. Marin              | Shirley Temple, Dickie Moore, Guy Kibbee                              | Drame                                             | United Artists                            |
| Moontide                                              | Archie Mayo                 | Jean Gabin, Ida Lupino, Claude Rains                                  | Drame                                             | 20th Century Fox                          |
| Mrs. Miniver                                          | William Wyler               | Greer Garson, Walter Pidgeon, Teresa Wright                           | Drame de guerre                                   | MGM Oscar du meilleur film                |
| The Mummy's Tomb                                      | Harold Young                | Lon Chaney, Jr., Dick Foran                                           | Film d'horreur                                    | Universal Pictures                        |
| My Favorite Blonde                                    | Sidney Lanfield             | Bob Hope, Madeleine Carroll                                           | Comédie                                           | Paramount                                 |
| My Favorite Duck                                      |                             | Porky Pig et Daffy Duck                                               | Dessin animé, court métrage, comédie              |                                           |
| My Gal Sal                                            | Irving Cummings             | Rita Hayworth, Victor Mature, Phil Silvers                            | Film musical, biopic                              | 20th Century Fox                          |
| My Sister Eileen                                      | Alexander Hall              | Rosalind Russell, Janet Blair                                         | Film musical                                      | Columbia Pictures                         |
| 'Neath Brooklyn Bridge (en)                           | Wallace Fox                 | Leo Gorcey, Huntz Hall                                                | Comédie                                           | Monogram Pictures                         |
| The News Parade of the Year 1942                      | Eugene W. Castle            |                                                                       | Court métrage documentaire                        |                                           |
| Night Monster                                         | Ford Beebe                  | Bela Lugosi                                                           | Film à énigme, film d'horreur                     | Universal Pictures                        |
| Night Plane from Chungking                            | Ralph Murphy                | Robert Preston                                                        | Film de guerre, aventure, drame                   | Paramount Pictures                        |
| Now, Voyager                                          | Irving Rapper               | Bette Davis, Claude Rains, Gladys Cooper                              | Drame                                             | Warner Bros.                              |

## O-S
| Titre                                    | Réalisateur                   | Distribution                                            | Genre                       | Notes              |
| ---------------------------------------- | ----------------------------- | ------------------------------------------------------- | --------------------------- | ------------------ |
| Orchestra Wives                          | Archie Mayo                   | Ann Rutherford, George Montgomery                       | Film musical                | 20th Century Fox   |
| Overland Mail (en)                       | Ford Beebe                    | Noah Beery, Jr.                                         | Western                     | Universal Pictures |
| The Palm Beach Story                     | Preston Sturges               | Claudette Colbert, Joel McCrea, Mary Astor, Rudy Vallée | Screwball comedy            | Paramount Pictures |
| Panama Hattie                            | Norman Z. McLeod              | Red Skelton, Ann Sothern                                | Film musical                | MGM                |
| Pardon My Sarong                         | Erle C. Kenton                | Abbott et Costello                                      | Comédie                     | Universal Pictures |
| Perils of Nyoka                          | William Witney                | Kay Aldridge                                            | Film d'action, aventure     | Republic Pictures  |
| The Pied Piper                           | Irving Pichel                 | Monty Woolley, Roddy McDowall                           | Film de guerre              | 20th Century Fox   |
| Pittsburgh                               | Lewis Seiler                  | John Wayne, Marlene Dietrich, Randolph Scott            | Drame                       | Universal Pictures |
| The Pride of the Yankees                 | Sam Wood                      | Gary Cooper, Teresa Wright                              | Baseball biopic             | RKO Pictures       |
| Les Surprises de l'amour                 | William Hanna, Joseph Barbera |                                                         | Short animation             | MGM                |
| Random Harvest                           | Mervyn LeRoy                  | Ronald Colman, Greer Garson                             | Drame                       | MGM                |
| Reap the Wild Wind                       | Cecil B. DeMille              | John Wayne, Paulette Goddard, Ray Milland               | Film d'aventure             | Paramount Pictures |
| Reunion in France                        | Jules Dassin                  | Joan Crawford, John Wayne, Philip Dorn                  | Drame                       | MGM                |
| Ride 'Em Cowboy                          | Arthur Lubin                  | Abbott et Costello                                      | Comédie                     | Universal Pictures |
| Rings on Her Fingers                     | Rouben Mamoulian              | Henry Fonda, Gene Tierney                               | Comédie                     | 20th Century Fox   |
| Rio Rita                                 | S. Sylvan Simon               | Abbott et Costello                                      | Comédie                     | MGM                |
| Road to Morocco                          | David Butler                  | Bing Crosby, Bob Hope, Dorothy Lamour                   | Road musical                | Paramount Pictures |
| Roxie Hart                               | William A. Wellman            | Ginger Rogers                                           | Comédie                     |                    |
| Saboteur                                 | Alfred Hitchcock              | Robert Cummings                                         | thriller                    | Universal Pictures |
| Safeguarding Military Information        | John Huston                   |                                                         | Court métrage de propagande |                    |
| Sherlock Holmes and the Voice of Terror  | John Rawlins                  | Basil Rathbone                                          | Mystery thriller            | 20th Century Fox   |
| Ship Ahoy                                | Edward Buzzell                | Eleanor Powell                                          | Comédie musicale            | MGM                |
| Somewhere I'll Find You                  | Wesley Ruggles                | Clark Gable, Lana Turner                                | Film d'amour                | MGM                |
| Son of Fury: The Story of Benjamin Blake | John Cromwell                 | Tyrone Power, Gene Tierney                              | Film d'aventure             | 20th Century Fox   |
| Song of the Islands                      | Walter Lang                   | Betty Grable, Victor Mature, Jack Oakie                 | Film musical                | 20th Century Fox   |
| Sons of the Pioneers                     | Joseph Kane                   | Roy Rogers, George 'Gabby' Hayes                        | Western                     | Republic Pictures  |
| The Spoilers                             | Ray Enright                   | John Wayne, Marlene Dietrich, Randolph Scott            | Western                     | Universal Pictures |
| Springtime in the Rockies                | Irving Cummings               | Betty Grable, John Payne, Cesar Romero                  | Film musical                | 20th Century Fox   |
| Spy Smasher                              | William Witney                | Kane Richmond                                           | Film d'espionnage           | Republic Pictures  |
| The Squawkin' Hawk                       | Chuck Jones                   |                                                         | Dessin animé, court métrage | Warner Bros.       |
| Street of Chance                         | Jack Hively                   | Burgess Meredith, Claire Trevor                         | Film policier               | Paramount Pictures |
| Sweater Girl                             | William Clemens               | Eddie Bracken, June Preisser                            | Film musical                | Paramount Pictures |

## T-Z
| Titre                                | Réalisateur          | Distribution                                                                                   | Genre                                               | Notes                                                           |
| ------------------------------------ | -------------------- | ---------------------------------------------------------------------------------------------- | --------------------------------------------------- | --------------------------------------------------------------- |
| A Tale of Two Kitties                | Bob Clampett         |                                                                                                | Animation                                           |                                                                 |
| Tales of Manhattan                   | Julien Duvivier      | Charles Boyer, Rita Hayworth, Ginger Rogers, Henry Fonda, Charles Laughton, Edward G. Robinson | Drame                                               | 20th Century Fox                                                |
| The Talk of the Town                 | George Stevens       | Cary Grant, Jean Arthur, Ronald Colman                                                         | Screwball comedy                                    | Columbia Pictures                                               |
| Tarzan's New York Adventure          | Richard Thorpe       | Johnny Weissmuller                                                                             | Film d'action                                       | MGM                                                             |
| Tennessee Johnson                    | William Dieterle     | Van Heflin, Lionel Barrymore                                                                   | Film biographique                                   | MGM                                                             |
| There's One Born Every Minute        | Devin Grady          | Hugh Herbert, Peggy Moran                                                                      | Comédie                                             | Universal                                                       |
| This Above All                       | Anatole Litvak       | Tyrone Power, Joan Fontaine                                                                    | Film d'amour                                        | 20th Century Fox                                                |
| This Gun for Hire                    | Frank Tuttle         | Alan Ladd, Veronica Lake                                                                       | Film policier, Thriller                             | Paramount Pictures                                              |
| To Be or Not to Be                   | Ernst Lubitsch       | Carole Lombard, Jack Benny                                                                     | Screwball comedy                                    | United Artists                                                  |
| To the Shores of Tripoli             | H. Bruce Humberstone | Maureen O'Hara, John Payne                                                                     | Drame, amour                                        | 20th Century Fox                                                |
| Tombstone, the Town Too Tough to Die | William McGann       | Richard Dix                                                                                    | Western                                             |                                                                 |
| Tortilla Flat                        | Victor Fleming       | Spencer Tracy, Hedy Lamarr, John Garfield                                                      | Comédie dramatique                                  | MGM                                                             |
| Treat 'Em Rough                      | Ray Taylor           | Eddie Albert                                                                                   | Drame de la boxe                                    |                                                                 |
| Tulips Shall Grow                    |                      |                                                                                                | Dessin animé, court métrage                         | Nommé pour un Academy Award, conservé au National Film Registry |
| The Undying Monster                  | John Brahm           | James Ellison                                                                                  | Film d'horreur                                      | 20th Century Fox                                                |
| The Wabbit Who Came to Supper        | I. Freleng           |                                                                                                | Dessin animé                                        | Warner Bros.                                                    |
| Wake Island                          | John Farrow          | Brian Donlevy, Robert Preston                                                                  | Drame pendant la Seconde Guerre mondiale            | Paramount Pictures                                              |
| We Are the Marines                   | Louis de Rochemont   |                                                                                                | Documentaire sur la guerre                          | 20th Century Fox                                                |
| White Cargo                          | Richard Thorpe       | Hedy Lamarr, Walter Pidgeon, Richard Carlson                                                   | Mélodrame romantique                                | MGM                                                             |
| Who Done It?                         | Erle C. Kenton       | Abbott et Costello                                                                             | Comédie                                             | Universal Pictures                                              |
| Winning Your Wings                   | John Huston          |                                                                                                | Court métrage de propagande, film de guerre         |                                                                 |
| Woman of the Year                    | George Stevens       | Spencer Tracy, Katharine Hepburn                                                               | Comédie romantique                                  | MGM                                                             |
| Wood for War                         | Arthur H. Wolf       |                                                                                                | Court métrage de propagande pour l'effort de guerre |                                                                 |
| The World at War                     | Frank Capra          |                                                                                                | Court métrage de propagande pour l'effort de guerre | Produit par l'Office of War Information                         |
| Yankee Doodle Dandy                  | Michael Curtiz       | James Cagney, Joan Leslie, Walter Huston                                                       | Film biographique                                   | Warner Bros.                                                    |
| You Were Never Lovelier              | William A. Seiter    | Fred Astaire, Rita Hayworth                                                                    | Comédie musicale                                    | Columbia Pictures                                               |